# Nicolas Adames

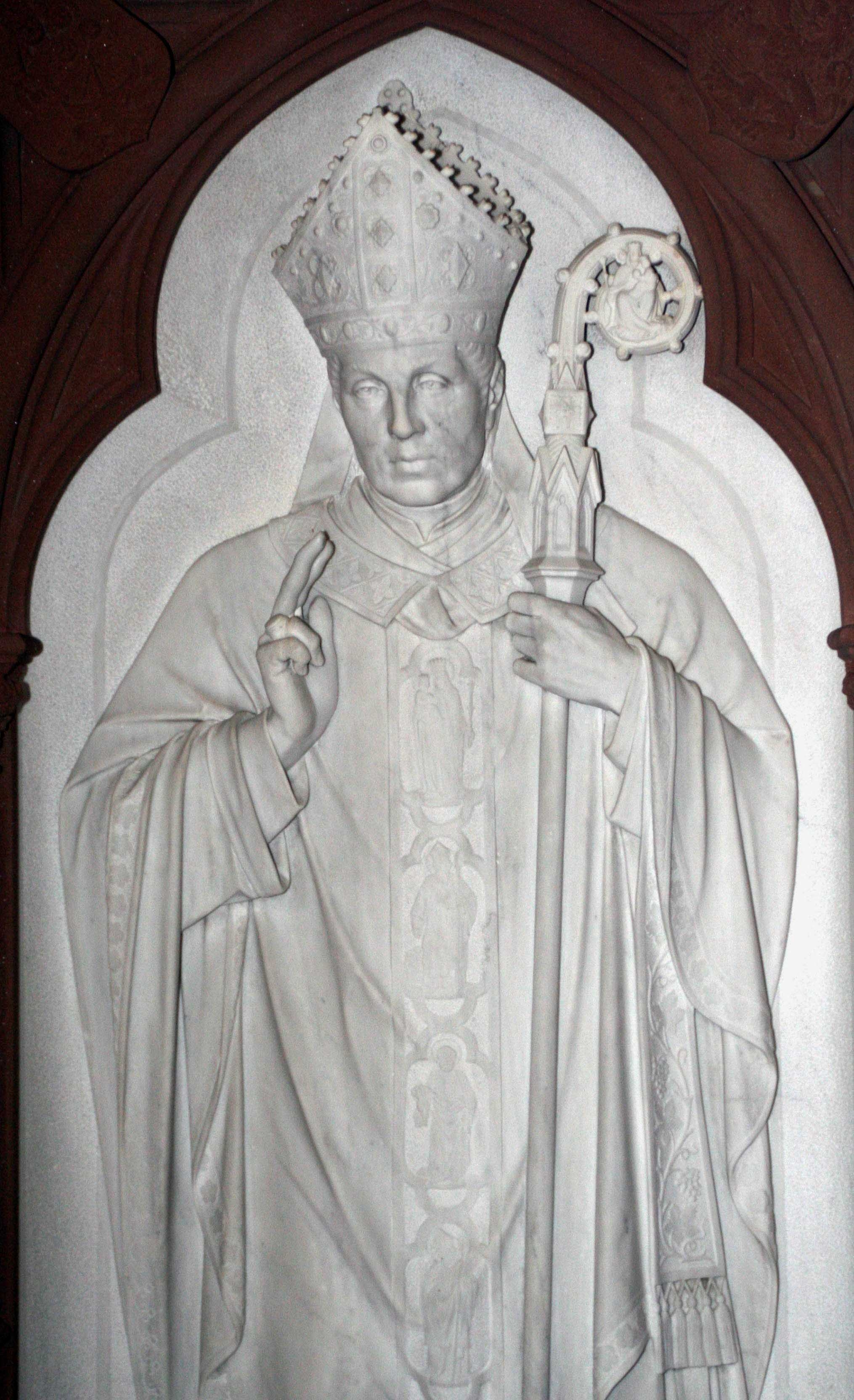
Grabstein von Bischof Adames in der Kapelle Glacis

Nicolas Adames (* 9. Dezember 1813 in Ulflingen; † 13. Februar 1887 in Luxemburg (Stadt)) war der erste Bischof von Luxemburg.

## Leben

Bischofswappen

Am 25. August 1839 empfing Nicolas Adames die Priesterweihe, am 27. März 1863 wurde er zum Titularbischof von Halicarnassus und Apostolischen Vikar von Luxemburg ernannt. Die Bischofsweihe spendete ihm am 29. Juni 1863 Nicolas-Joseph Dehesselle, der Bischof von Namur; Mitkonsekratoren waren Wilhelm Arnoldi, Bischof von Trier, und Paul-Georges-Marie Dupont des Loges, Bischof von Metz.
Im Dezember 1869 nahm Nicolas Adames als einer von 744 Bischöfen am Ersten Vatikanischen Konzil in Rom teil.
Am 27. Juni 1870 wurde das Apostolische Vikariat Luxemburg zum Bistum erhoben und Nicolas Adames zum Bischof des neuen Bistums ernannt. Seine offizielle Inthronisation war am 25. Dezember. Die Kathedrale unserer lieben Frau in Luxemburg (Stadt) wurde zum Bischofssitz.
Aus politischen Gründen wurde Bischof Adames in der Kapelle Glacis beigesetzt.